# 巴尔克
巴尔克（法語：Barc，法語發音：[baʁk]）是法国厄尔省的一个市镇，属于贝尔奈区。

## 地理
巴尔克（49°4'12"N, 0°49'17"E）面积11.35 平方千米，位于法国诺曼底大区厄尔省，该省份为法国北部内陆省份，北起滨海塞纳省，西接奧恩省和卡爾瓦多斯省，南至厄尔-卢瓦省，东临瓦兹省、瓦兹河谷省和伊夫林省。
与巴尔克接壤的市镇（或旧市镇、城区）包括：博蒙泰勒、博蒙勒罗歇、布赖、里勒河畔格罗莱、勒普莱西-圣奥波蒂娜。

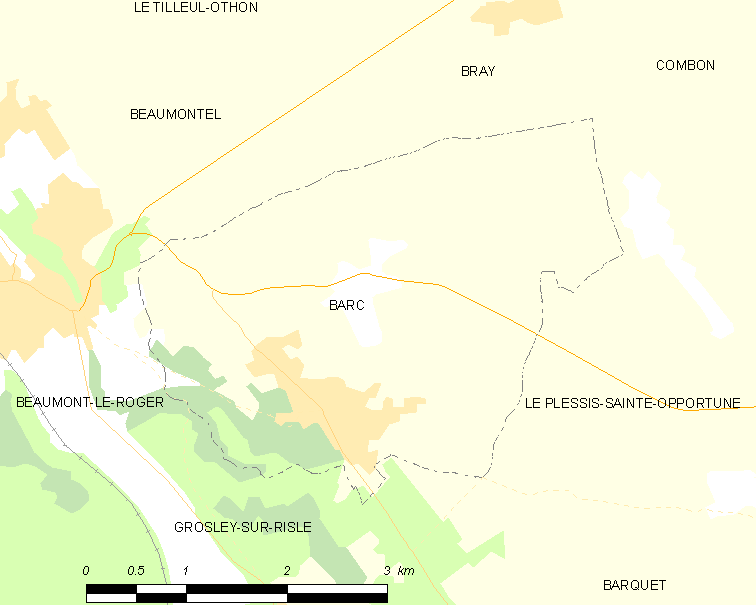
巴尔克的OSM定位图

巴尔克的时区为UTC+01:00、UTC+02:00（夏令时）。

## 行政
巴尔克的邮政编码为27170，INSEE市镇编码为27037。

## 政治
巴尔克所属的省级选区为布里奥讷县。

## 人口

1962-2008年间巴尔克人口变化图示

巴尔克于2022年1月1日时的人口数量为1168人。